# Dora Julia Rittmeyer-Iselin
Dora Julia Rittmeyer-Iselin, född 1902, död 1974, var en schweizisk feminist.
Hon spelade en framträdande roll i kampanjen för införandet av rösträtt för kvinnor i Schweiz, och var ordförande för Bund Schweizerischer Frauenvereine 1959-1965. 